# Шаранский сельсовет
Шаранский сельсовет — муниципальное образование в Шаранском районе Башкортостана.
Согласно «Закону о границах, статусе и административных центрах муниципальных образований в Республике Башкортостан» имеет статус сельского поселения.

## Население
| 2002  | 2009  | 2010  | 2012  | 2013  | 2014  | 2015  |
| ----- | ----- | ----- | ----- | ----- | ----- | ----- |
| 6548  | ↗6589 | ↗6838 | ↘6737 | ↘6723 | ↗6741 | ↗6746 |
| 2016  | 2017  | 2018  |       |       |       |       |
| ↘6713 | ↘6671 | ↗6724 |       |       |       |       |

## Состав
В состав сельсовета входят 3 населённых пункта:
- с. Наратасты,
- д. Тархан,
- с. Шаран.